# Лихт, Хуго
Хуго Лихт (нем. Hugo Licht, при рождении Hugo Georg Licht, 1841—1923) — немецкий архитектор, работавший в основном в саксонском городе Лейпциг.

## Биография
Хуго Лихт был сыном нижнесилезского помещика Георга Хуго Лихта. Окончив реальное училище, он получил профессиональное образование каменщика, и в 1862—1863 годах проходил практическое обучение в берлинском архитектурном ателье Германа Энде (нем. Hermann Ende, 1829—1907) и Вильгельма Бёкмана (нем. Wilhelm Böckmann, 1832—1902).
В 1864 году он поступил в Берлинскую академию архитектуры, став учеником Фридриха Адлера. По рекомендации последнего Лихт смог получить место в архитектурной мастерской Рихарда Луке, который в своих работах — в отличие от Адлера, тяготевшего к наследию Шинкеля — ориентировался на стиль итальянского Ренессанса. Вскоре Хуго Лихт однако переехал в Вену и работал в ателье Генриха фон Ферстеля.
Совершив в 1869—1870 годах путешествие по Италии, Лихт обосновался в Берлине, где женился на Кларе Хекман — внучке известного промышленника Карла Юстуса Хекмана (нем. Carl Justus Heckmann, 1786—1878) и открыл собственное архитектурное бюро.
В 1879 году в ходе реформы городского самоуправления бургомистр Лейпцига Отто Георги (нем. Otto Georgi, 1831—1918) предложил Хуго Лихту занять пост городского архитектора, возложив на него не только надзор за возводимыми зданиями, но и реализацию целого ряда крупных коммунальных проектов, определяющих облик города и по сей день. В 1896 году Лихт был выбран в члены городского совета Лейпцига.
В следующем 1897 году Хуго Лихт выиграл конкурс на возведение нового здания городского управления Лейпцига, и был на время вынужден оставить пост городского архитектора, вплоть до 1905 года непосредственно руководя строительными работами.
После ухода на пенсию в 1906 году он продолжал работать в качестве частного архитектора, спроектировав ещё несколько значимых для Лейпцига построек.
С 1901 года Лихт был выпускающим редактором журнала нем. Die Architektur des XX. Jahrhunderts (=Архитектура XX века) и с 1905 года дополнительно — нем. Profanbau (=Светская архитектура).
Хуго Лихт скончался в 1923 году в возрасте 82 лет и был похоронен на лейпцигском Южном кладбище.

## Основные работы
Ниже приведён неполный список основных работ скульптора.

### В Лейпциге
- 1879: планировка Южного кладбища (совместно с Отто Виттенбергом)
- 1881—1884: капелла и морг на Новом кладбище св. Иоанна (утрачены во Второй мировой войне)
- 1883—1886: перестройка здания Городского музея на площади Августа
- 1885—1887: здание Консерватории
- 1886—1887: здание общины церкви св. Николая
- 1886—1888: комплекс городской скотобойни (по большей части снесён в 1990-х годах)
- 1887—1889: богадельня госпиталя св. Иакова
- 1888—1891: главный городской рынок (утрачен во Второй мировой войне)
- 1892—1895: первое здание Музея Грасси
- 1894—1897: перестройка церкви св. Иоанна (утрачена во Второй мировой войне)
- 1896: башня обозрения в парке Розенталь (утрачена во Второй мировой войне)
- 1897: комплекс казарм в районе Мёккерн
- 1899—1905: Новая ратуша
- 1911—1913: здание страховой компании Leipziger Feuerversicherungs-AG, так называемый «Круглый угол» (совместно с Георгом Вайденбахом и Рихардом Чаммером)
- 1913—1915: мост Цеппелина
- 1918: Львиный фонтан на площади Нашмаркт
- 1919: надгробный памятник Отто Георги

### Другие проекты
- 1879—1880: Еврейское кладбище Вайсензе, Берлин
- 1891—1896: памятник императору Вильгельму, Бреслау (совместно с Кристианом Беренсем; разрушен в 1945 году)
- 1896—1897: Вилла Хекман, Бонн
- 1910: участие в конкурсе на памятник Бисмарку в Бингербрюкке (в составе Бингена; нереализован)

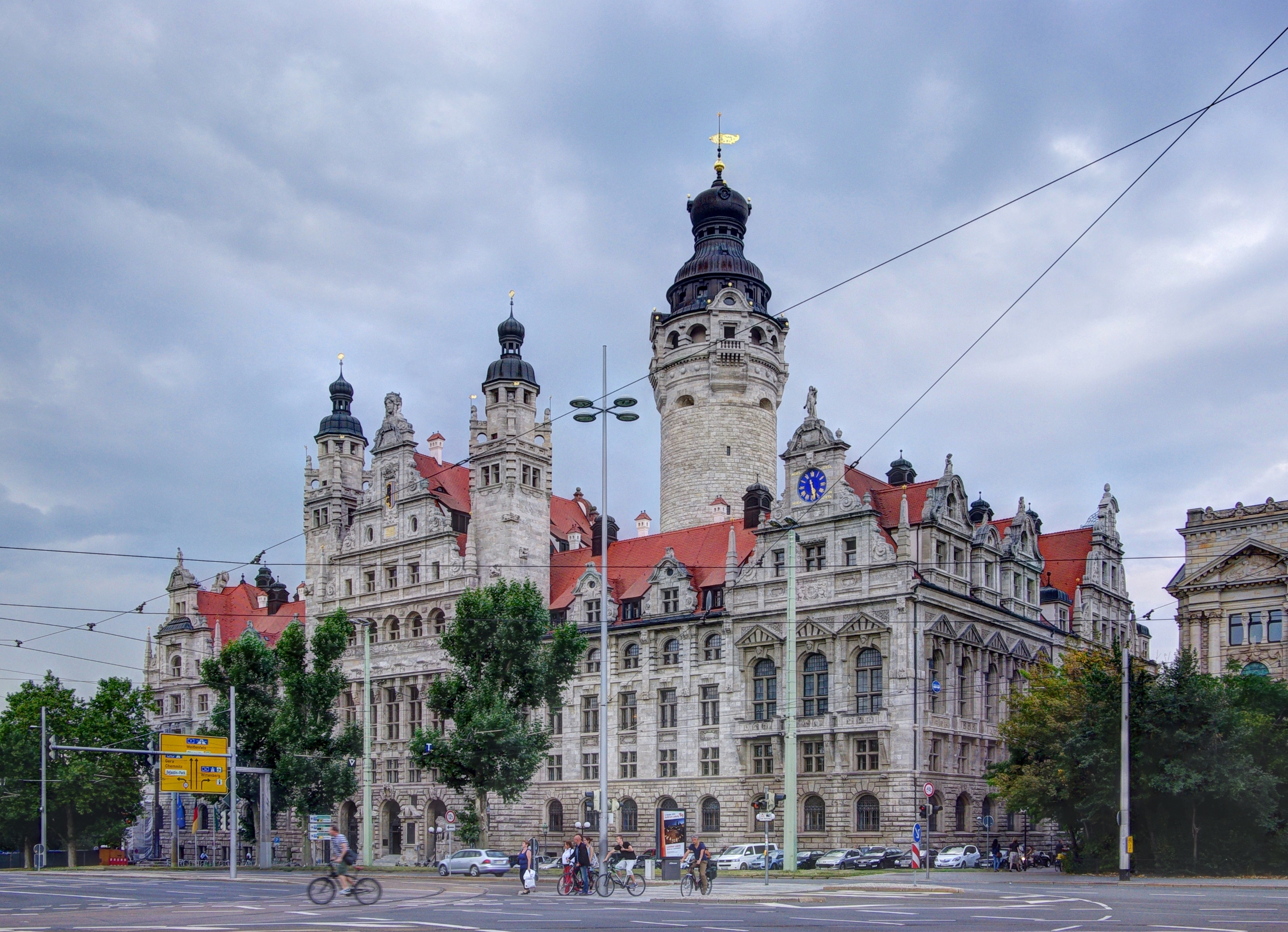
Новая ратуша (Лейпциг)
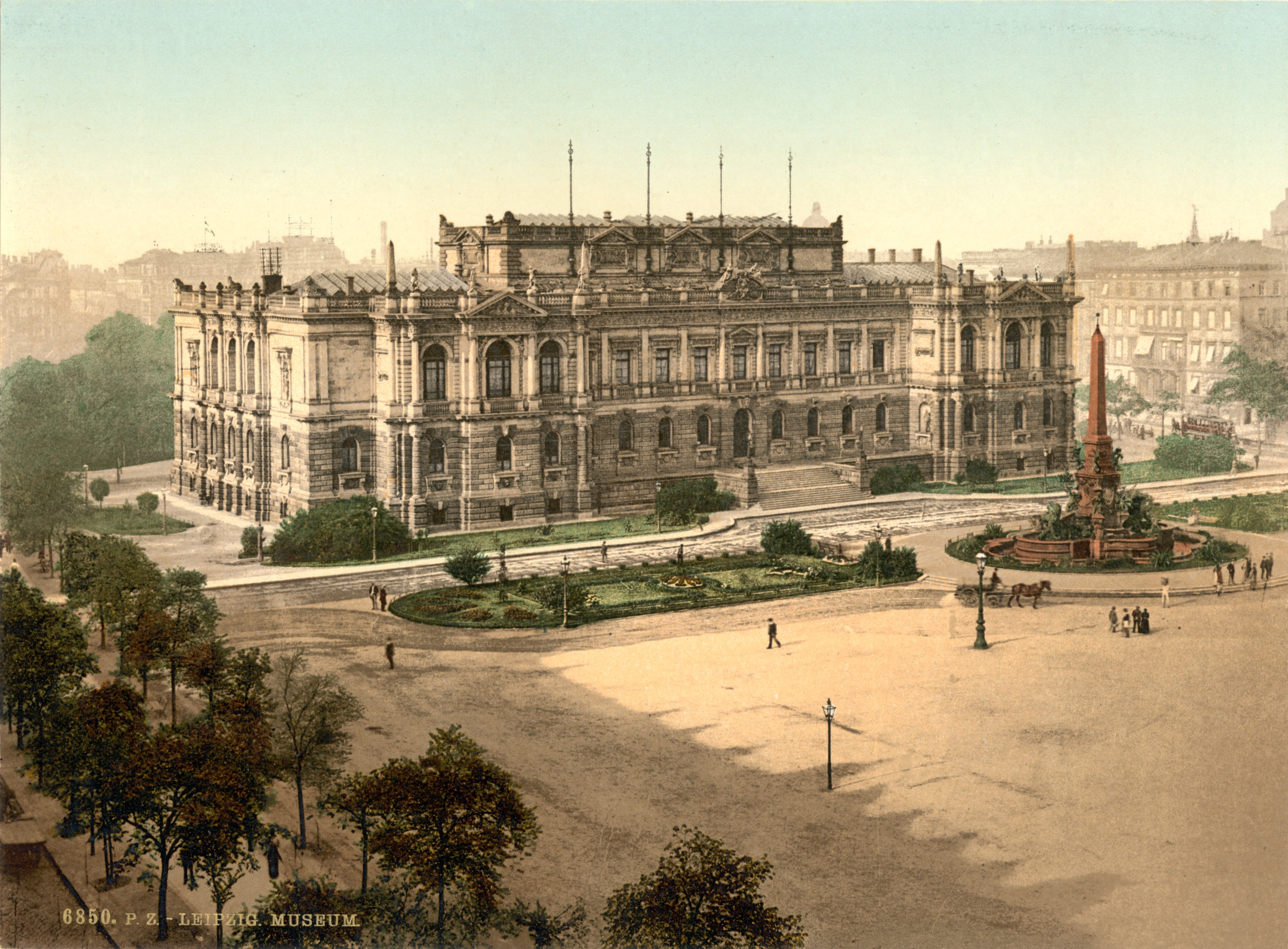
Здание городского музея (Лейпциг)
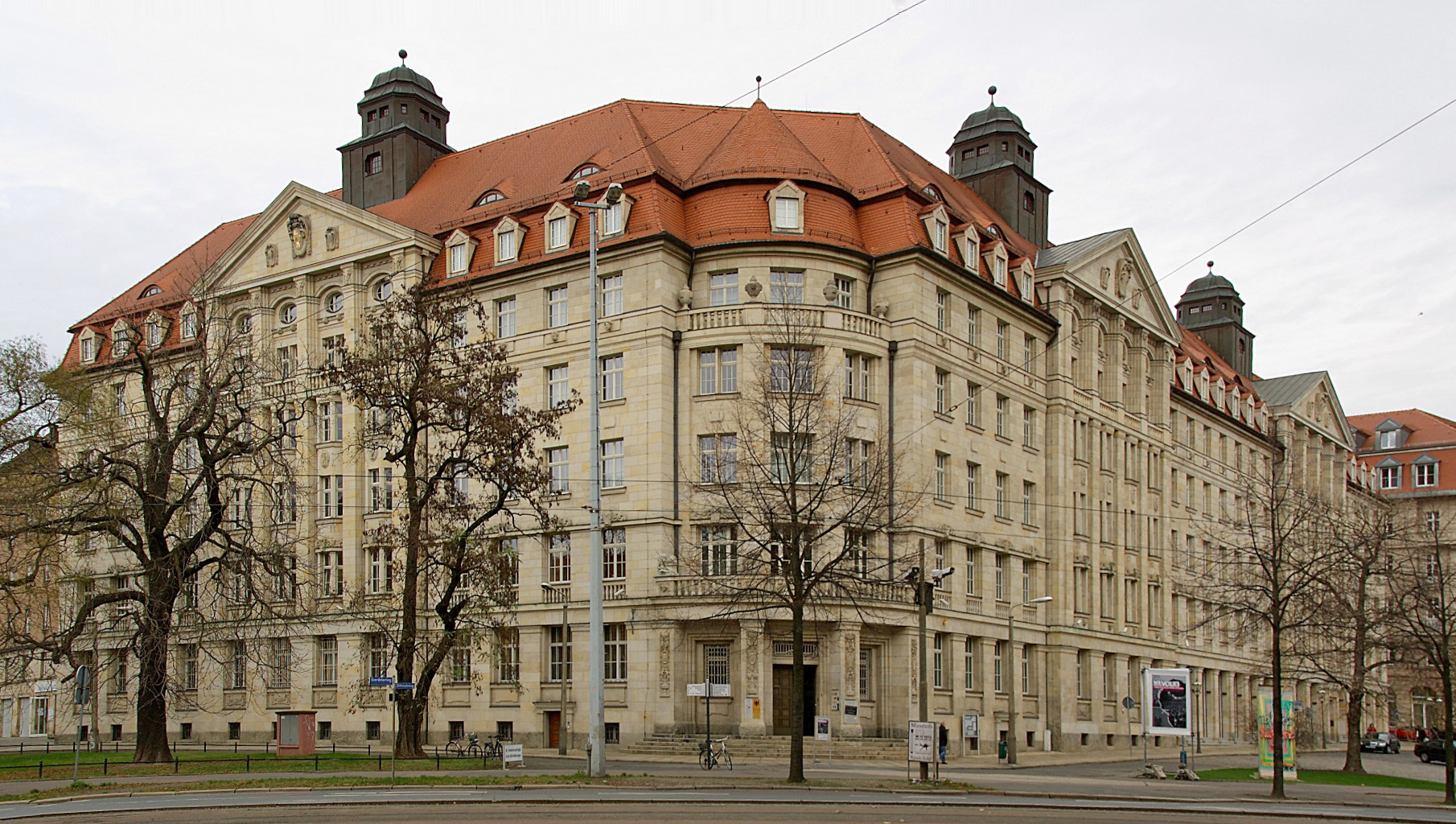
«Круглый угол» в Лейпциге — бывш. здание страхового общества
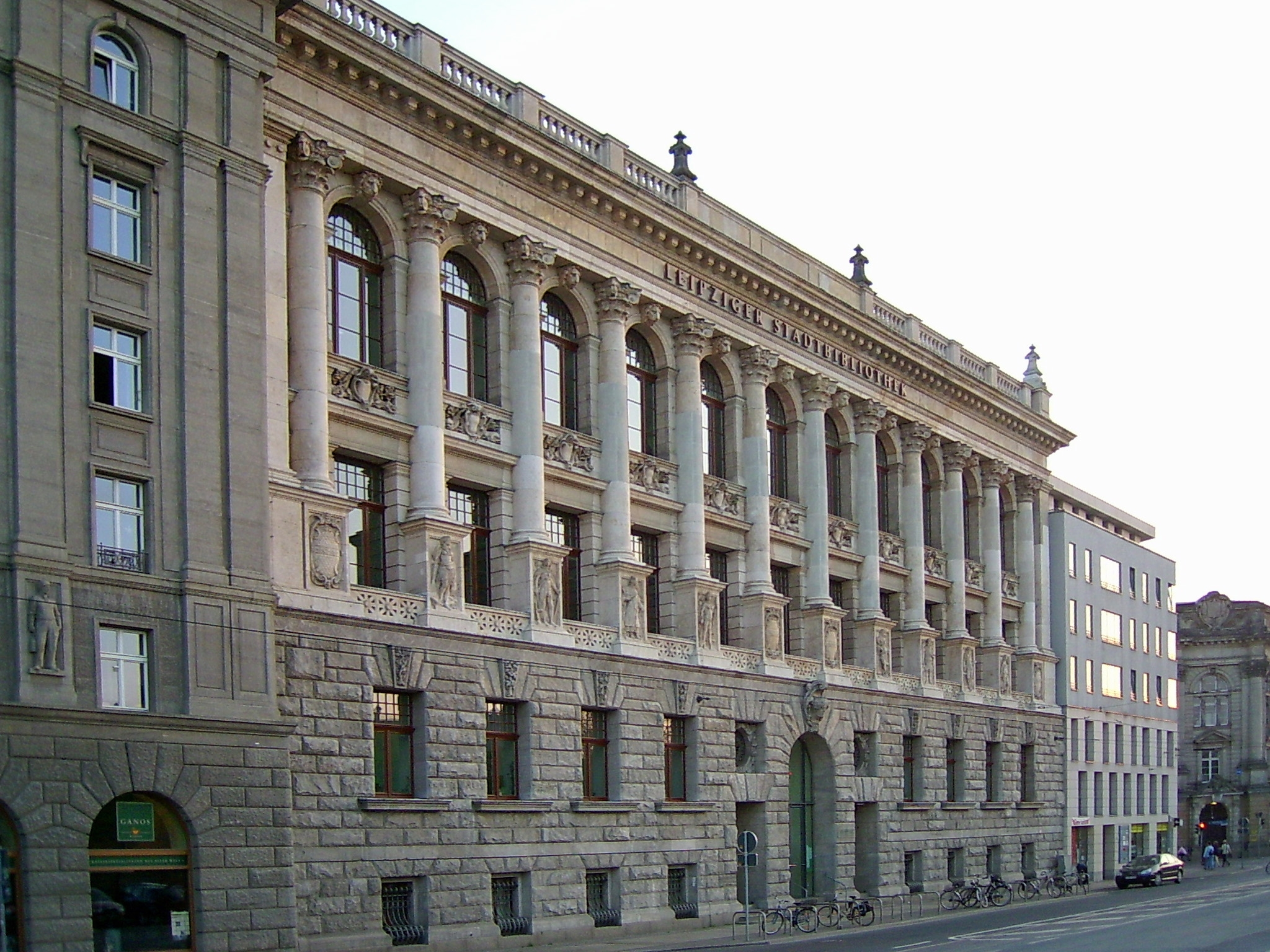
Первое здание музея Грасси, в наст. время — городская библиотека (Лейпциг)
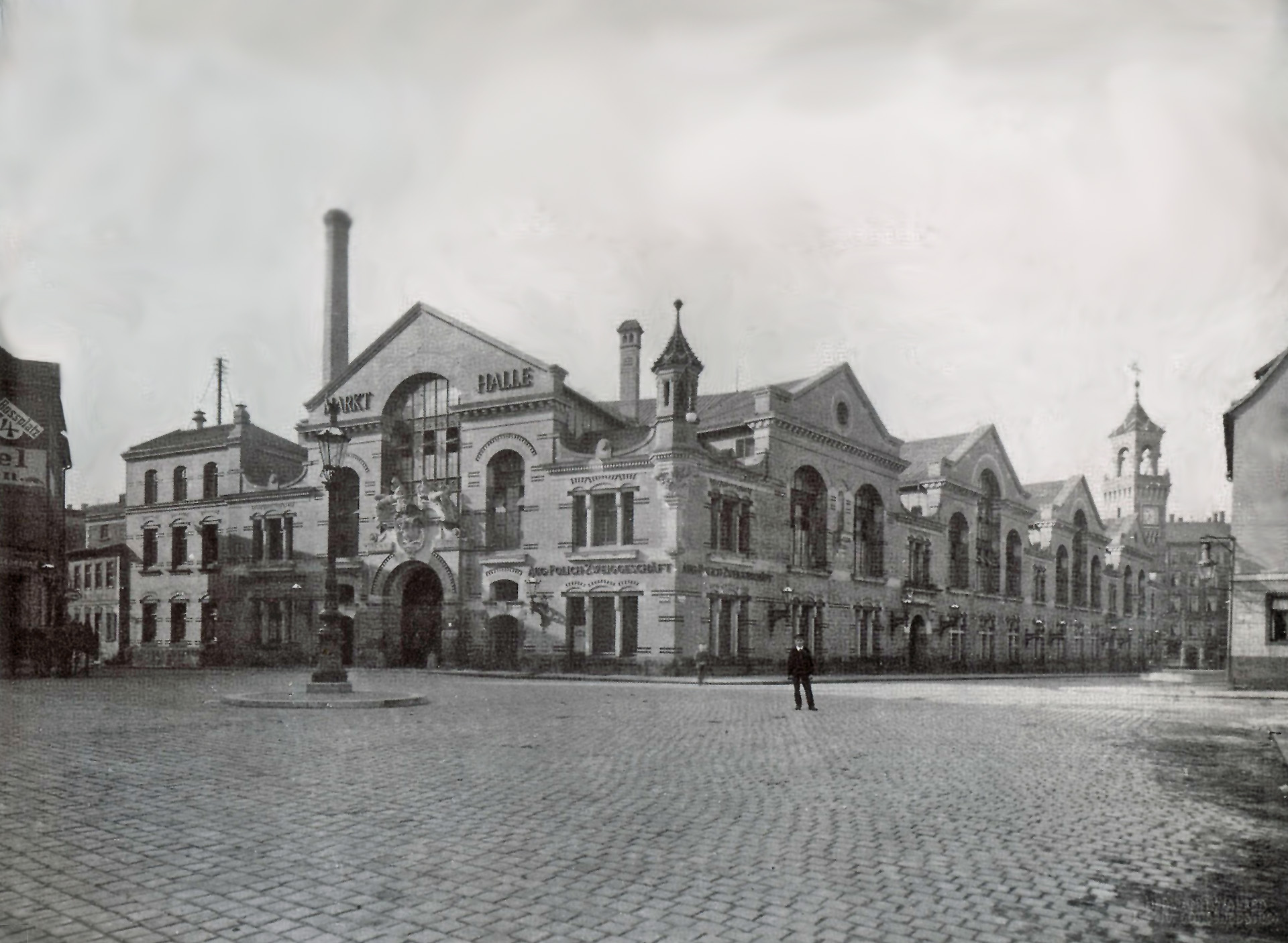
Городской рынок (Лейпциг)
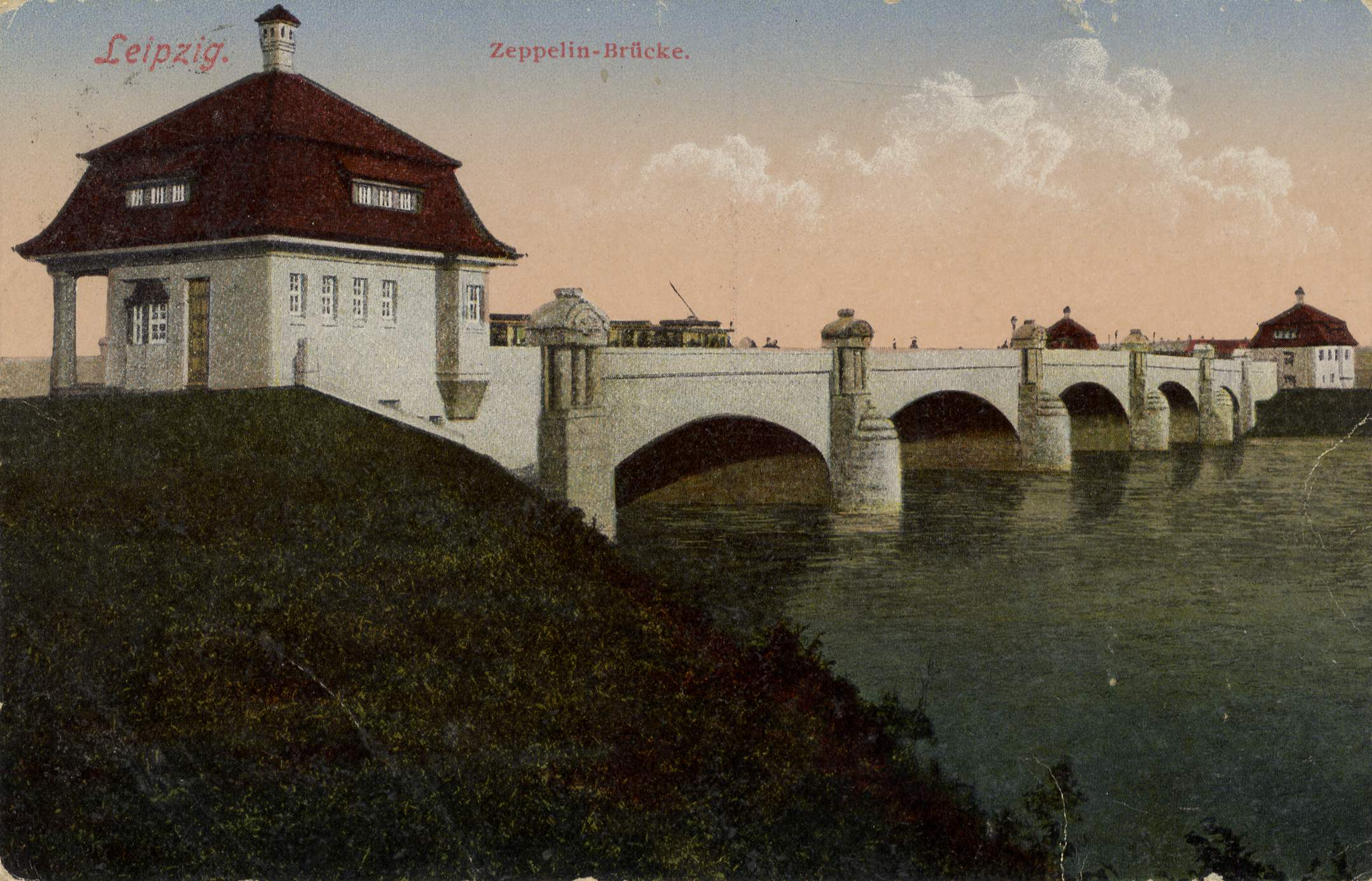
Мост Цеппелина на открытке начала XX века